# Allyn Rachel
Allyn Rachel Lichtenfeld, mer känd som Allyn Rachel, född 9 april 1983 i Pikesville i Maryland, är en amerikansk skådespelare, manusförfattare och komiker. Hon är bland annat känd för röstrollen som karaktären "Bee", i den animerade Netflixserien Bee och PuppyCat. Hon har också medverkat i reklamfilmer, bland annat för Toyota, eBay, McDonald's, Walmart, IHOP och Dish Network.

## Filmografi (i urval)

### Filmer
| År   | Titel                             | Roll              | Noter |
| ---- | --------------------------------- | ----------------- | ----- |
| 2014 | A Million Ways to Die in the West | Vild tjej         |       |
| 2014 | Million Dollar Arm                | Theresa           |       |
| 2017 | Kong: Skull Island                | Secretary O'Brien |       |
| 2018 | Instant Family                    | Kim               |       |
| 2020 | Valley Girl                       | Rachel Donahue    |       |

### TV-serier
| År        | Titel                             | Roll         | Noter                               |
| --------- | --------------------------------- | ------------ | ----------------------------------- |
| 2011      | Workaholics                       | Brudtärna    | Avsnittet "Karl's Wedding"          |
| 2012      | Weeds                             | Monica       | 4 avsnitt                           |
| 2013–2016 | Bee och PuppyCat                  | Bee (röst)   | Huvudroll                           |
| 2014      | New Girl                          | Rachael      | Avsnittet "Sister"                  |
| 2014      | Selfie                            | Bryn         | 5 avsnitt                           |
| 2015      | Togetherness                      | Head Hipster | Avsnittet "Kick the Can"            |
| 2015      | Your Pretty Face Is Going to Hell | Joanna       | Avsnittet "True Love Will Find You" |
| 2016–2017 | The Good Place                    | Betsy        | 2 avsnitt                           |